# Kārvān
Kārvān (persiska: كاروان, Kārevān) är en ort i Iran.   Den ligger i provinsen Hormozgan, i den sydöstra delen av landet, 1 100 km söder om huvudstaden Teheran. Kārvān ligger 28 meter över havet och antalet invånare är 598.
Terrängen runt Kārvān är platt. Runt Kārvān är det ganska tätbefolkat, med 60 invånare per kvadratkilometer. Närmaste större samhälle är Sooza, 10,9 km sydost om Kārvān. Trakten runt Kārvān är ofruktbar med lite eller ingen växtlighet.